# Pseudobulweria rupinarum
A Pseudobulweria rupinarum a madarak (Aves) osztályának viharmadár-alakúak (Procellariiformes) rendjébe, ezen belül a viharmadárfélék (Procellariidae) családjába tartozó kihalt faj.
Korábban a viharmadarak (Pterodroma) közé sorolták Pterodroma rupinarum néven.

## Előfordulása
Az Atlanti-óceán déli részén lévő Szent Ilona szigetén volt honos, a nyílt vizek lakója.

## Kihalása
A 20. század végére feltehetően a vadászat miatt kihalt, annak ellenére, hogy 1502-es felfedezésekor nem volt ritka.
1988-ban a Természetvédelmi Világszövetség (IUCN) fenyegetett fajként tartotta számon ezt a madarat, de 2004-ben már kihalt fajra változtatta át a státuszát.

### Fordítás
- Ez a szócikk részben vagy egészben  a   Saint Helena petrel című angol Wikipédia-szócikk ezen változatának fordításán alapul.  Az eredeti cikk szerkesztőit annak laptörténete sorolja fel. Ez a jelzés csupán a megfogalmazás eredetét és a szerzői jogokat jelzi, nem szolgál a cikkben szereplő információk forrásmegjelöléseként.